# Lluís Galiana
Lluís Galiana i Cervera (en catalan, Luis Galiana y Cervera en castillan), né le 8 juin 1740 à Ontinyent (Pays valencien) et mort dans la même ville en 1771, est un frère dominicain, écrivain et érudit espagnol de langue catalane.
Proche de Gregorio Mayans et Carles Ros, notamment auteur du recueil parémiologique Recopilación de refranes valencianos. On lui attribue également Rondalla de rondalles, qui rassemble un grand nombre de récits populaires riches en vocables et locutions valenciens.